# Jordanoleiopus fuscosignatus
Jordanoleiopus fuscosignatus es una especie de escarabajo longicornio del género Jordanoleiopus, tribu Acanthocinini, familia Cerambycidae. Fue descrita científicamente por Breuning en 1964.

## Distribución
Se distribuye por África.

## Descripción
La especie mide 8 milímetros de longitud. El período de vuelo ocurre en el mes de diciembre.